# Bolesławowo (gromada)
Bolesławowo (od 1 I 1958 Skarszewy) – dawna gromada, czyli najmniejsza jednostka podziału terytorialnego Polskiej Rzeczypospolitej Ludowej w latach 1954–1972.
Gromady, z gromadzkimi radami narodowymi (GRN) jako organami władzy najniższego stopnia na wsi, funkcjonowały od reformy reorganizującej administrację wiejską przeprowadzonej jesienią 1954 do momentu ich zniesienia z dniem 1 stycznia 1973, tym samym wypierając organizację gminną w latach 1954–1972.
Gromadę Bolesławowo z siedzibą GRN w Bolesławowie utworzono – jako jedną z 8759 gromad na obszarze Polski – w powiecie kościerskim w woj. gdańskim na mocy uchwały nr 18/III/54 WRN w Gdańsku z dnia 5 października 1954. W skład jednostki weszły obszary dotychczasowych gromad Bolesławowo, Demlin, Kamierowo, Kamierowskie Piece, Obozin i Mirowo Duże oraz miejscowości Bączek i Zapowiednik z dotychczasowej gromady Czarnocin ze zniesionej gminy Skarszewy w tymże powiecie. Dla gromady ustalono 12 członków gromadzkiej rady narodowej.
1 stycznia 1958 gromadę Bolesławowo zniesiono przez przeniesienie siedziby GRN z Bolesławowa do miasta Skarszewy i zmianę nazwy jednostki na gromada Skarszewy.